# Last Christmas (альбом Аланис Мориссетт)
Last Christmas (с англ. — «На прошлое рождество») — студийный мини-альбом канадской поп- и рок-исполнительницы Аланис Мориссетт, вышедший 3 ноября 2023 года на лейбле Epiphany Music.

## Описание
Альбом состоит из четырёх популярных рождественских мелодий в авторском исполнении. Две первые композиции издавались на синглах ранее. Альбом открывается песней авторства Джон Леннона и Йоко Оно — «Happy Xmas (War Is Over)». В качестве бэк-вокалистов в записи заглавной композиции участвовали муж певицы, реп исполнитель Souleye и их общий сын Ever Morissette-Treadway (род. 25.12.2010). Запись песни была издана 27 ноября 2020 года на сингле лейбла RCA, на обложке сингла певица изображена в круг семьи.
Вторая композиция — одна из наиболее известных предпраздничных англоязычных песен «The Little Drummer Boy». Впервые запись была издана 9 декабря 2022 года в виде одноимённого сингла на лейбле RCA.
Третья народная рождественский кэрол «What Child Is This?» в записи которой принимал участие Julian Coryell. Замыкает альбом хит 1984 года группы Wham! — «Last Christmas», авторства Джорджа Майкла.

## Список песен
| №                   | Название                                       | Длительность |
| ------------------- | ---------------------------------------------- | ------------ |
| 1.                  | «Happy Xmas (War Is Over)»                     | 3:22         |
| 2.                  | «Little Drummer Boy»                           | 2:52         |
| 3.                  | «What Child Is This?» (при уч. Julian Coryell) | 3:16         |
| 4.                  | «Last Christmas»                               | 3:41         |
| Общая длительность: | Общая длительность:                            | 13:00        |

## Участники записи
- Аланис Мориссетт — вокал
- Michael Farrell — фортепиано, фисгармония
- Julian Coryell — электрогитара, гитара
- Jason Orme — электрогитара
- Victor Indrizzo — ударные
- Cedric LeMoyne — бас-гитара
- Katie Levita, Souleye, Justin Farrell, Amelia Farrell, Travis Farrell, Ever Morissette-Treadway — хор, бэк-вокал